# Huidverzorging
Huid- of gezichtsverzorging (Engels: skin care) is een verzamelterm voor allerlei methodes, producten en routines betreffende de verzorging van de huid, specifiek het gezicht. De huid is het grootste orgaan van het menselijk lichaam en heeft een groot aantal functies. Zo beschermt de huid tegen bacteriën, virussen of andere lichaamsvreemde indringers. Ook is huidkanker een veelvoorkomende vorm van kanker: zo kregen in 2018 in België 21 707 mannen en 22 278 vrouwen te maken met een vorm van huidkanker. Doordat de huid een belangrijke functie heeft en een orgaan is waar verschillende problemen mee kunnen gebeuren, is het belangrijk om de huid op een adequate manier te verzorgen. 

## Verschillende stappen
Huidverzorging maar specifiek gezichtsverzorging telt een aantal stappen. Hoewel er veel stappen kunnen zijn in een gezichtsverzorgingsroutine, zijn deze drie het belangrijkste:
1. Reinigen
2. Hydrateren
3. Beschermen